# Sampaio Corrêa FC
Sampaio Corrêa Futebol Clube är en brasiliansk fotbollsklubb från São Luís i delstaten Maranhão och grundades den 25 mars 1923. Klubben spelar på Estádio Governador João Castelo, oftast kallad Castelão, som tar 70 000 åskådare vid fullsatt och invigdes i februari 1982 när Brasilien och Portugal mötte varandra i en träningsmatch. Klubben har vunnit delstatsmästerskapet i sin delstat 31 gånger per 2011, varav senaste gången just 2011 och den första gången 1930.